# Кинчело, Ивен
Ивен Кинчело (англ. Iven Kincheloe, полное имя Iven Carl «Kinch» Kincheloe; 1928—1958) — лётчик ВВС США, капитан, ас Корейской войны.

## Биография
Родился 2 июля 1928 года в Детройте, штат Мичиган. Был единственным ребёнком Ивена Кинчело-старшего (1894—1966) и его жены Фрэнсис Уайлдер Кинчело (1906—2000).
Рос в местечке Кассополис на юго-западе этого же штата. Увлёкся авиацией с раннего возраста; окончил в 1945 году школу в городе Деваджак, штат Мичиган, и учился в Университете Пердью в Уэст-Лафейетте, штат Индиана.
Ивен Кинчело поступил в Корпус подготовки офицеров запаса, который окончил в 1949 году со степенью бакалавра в области авиационной техники, и стал членом братства Sigma Phi Epsilon (Indiana Alpha). Ещё летом 1948 года, будучи курсантом Корпуса подготовки офицеров запаса, познакомился с летчиком-испытателем Чарльзом Йегером и сел в кабину Bell X-1 — первого американского реактивного самолёта.
После окончания обучения Ивен Кинчело получил звание второго лейтенанта ВВС США. В августе 1950 года прослужил год на базе Эдвардс в Калифорнии в качестве летчика-испытателя самолёта F-86E. Был повышен в звании до первого лейтенанта и направлен в сентябре 1951 года в Корею. Во время корейской кампании летал на самолётах F-80 (30 боевых вылетов) и F-86 (101 боевой вылет), сбив пять самолётов «МиГ-15». Перед возвращением в США получил звание капитана. За участие в Корейской войне был удостоен ряда наград США и Кореи.
В США Кинчело был инструктором по авиационным стрельбам на базе ВВС Неллис недалеко от Лас-Вегаса, штат Невада; затем, окончив в декабре 1954 года в Англии школу Empire Test Pilots' School, стал летчиком-испытателем. Принимал участие в испытаниях самолётов серии Century Series: F-100 Super Sabre, F-101 Voodoo, F-102 Delta Dagger, F-104 Starfighter, F-105 Thunderchief, F-106 Delta Dart.

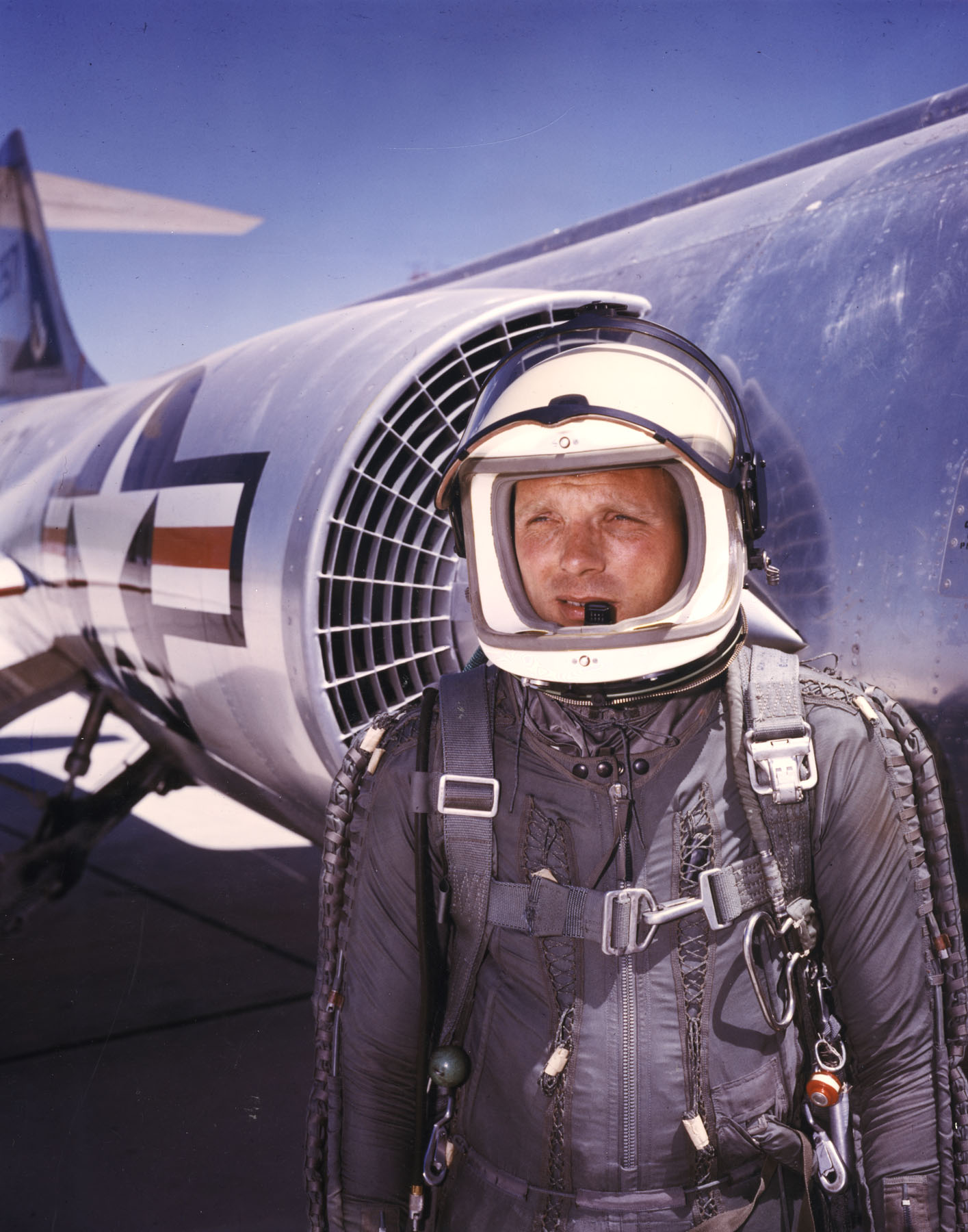
Ивен Кинчело рядом с самолётом F-104

В середине 1950-х годов Ивен Кинчело присоединился к программе Bell X-2 и 7 сентября 1956 года совершил полет со скоростью более 2000 миль в час (3220 км/ч) и достигнув высоты 126 200 футов (38 470 м). Это был первый полёт в США на высоте более 100 000 футов (30 480 м). За это Кинчело прозвали «Космонавтом Америки № 1» («America’s No. 1 Spaceman»). За этот полет он был награждён премией Mackay Trophy за 1956 год.
Программа X-2 была остановлена через три недели после того, как в катастрофе со смертельным исходом погиб лётчик Милберн Апт, ставший первым в мире превысившим скорость 3 Маха. Позже Ивен Кинчело был выбран одним из первых трёх пилотов для работы в следующей программе реактивных самолётов X-15 — они должны были стать участниками проекта Man in Space Soonest.
Погиб 26 июля 1958 года в результате крушения F-104A (Lockheed F-104A-10-LO S/n 56-772) на авиабазе Эдвардс. Был похоронен на Арлингтонском национальном кладбище.

## Память
- В честь американского лётчика-испытателя в 1959 году была названа авиационная база Кинчело[англ.], штат Мичиган, закрытая в 1977 году.
- Рядом с городом Кассополис, где вырос Ивен Кинчело, ему установлен памятник.
- В его честь общество Society of Experimental Test Pilots учредило премию Iven Kincheloe Award[англ.].
- В 1992 году Кинчело был занесен в Аэрокосмическую аллею почёта[англ.].
- В 2011 году он был занесен в Национальный зал авиационной славы[англ.].